# Carleton St. Peter
Carleton St. Peter är en civil parish i Storbritannien.   Den ligger i grevskapet Norfolk och riksdelen England, i den sydöstra delen av landet, 160 km nordost om huvudstaden London. Arean är 3,2 kvadratkilometer.
Terrängen i Carleton St. Peter är platt.